# ジミー・ウォング
ジミー・ウォング（王羽, 中国語: 王羽、本名: 王正権, 繁: 王正權; 簡: 王正权 1943年3月18日 - 2022年4月5日）は、台湾の俳優、映画監督、プロデューサー、脚本家。

## 経歴
1943年3月18日、上海の裕福な家庭に生まれる。子供のとき、一家は香港に移住した。高校・上海体育学院（現在の上海体育大学の前身)時代には水泳や水球の選手として活躍していたが、試合中の乱闘事件により選手資格を剥奪されてしまう。その後、新聞に掲載されていた香港の映画会社ショウ・ブラザーズ社のオーディションに応募したところ見事合格。1964年、チャン・チェ監督の『虎侠殲仇』にて俳優デビューを飾る。
1967年には『片腕必殺剣（原題：獨臂刀）』のヒットにより香港映画界きっての大スターへと成長し、東南アジアでは“天皇巨星”と謳われるほどの人気を博す。なお、以降も何度も演じあたり役となった「片腕の武芸者」は、金庸の武侠小説の影響だという。1970年には自身初の監督・脚本・主演を担当した『吼えろ!ドラゴン 起て!ジャガー（原題：龍虎鬥）』が大ヒットし、のちの香港カンフー映画ブームの基礎を築いたと言われている。同年 ショウ・ブラザーズ社から独立したレイモンド・チョウ率いるゴールデン・ハーベスト社に移籍。1971年には勝新太郎と競演した『新座頭市・破れ!唐人剣』、1972年には伝説的なカルト映画『片腕ドラゴン（原題：獨臂拳王）』に主演する。
一方で実生活でのトラブルが少なくなく、暴力事件や香港黒社会との関係などが取り沙汰されスターとしての人気が低迷、活動の拠点を台湾へと移す。しかしながら後にジャッキー・チェンとロー・ウェイとの契約問題を黒社会との人脈を生かして取り持ちを買って出るなど、ジャッキーも彼には頭が上がらない存在として影響力は健在である。その後は香港第一影業公司と契約、『ドラゴンvs不死身の妖婆（原題：英雄本色）』『ドラゴン覇王拳（原題：覇王拳馬永貞）』『怒れるドラゴン 不死身の四天王（原題：四大天王）』など数多くの作品を生み出す。
1990年代末期から2000年代にかけての十数年間は実業家として活動していたが、2011年公開のピーター・チャン監督『捜査官X（原題：武俠）』に13年ぶりに出演して以降、映画出演を再開。2011年に脳卒中に見舞われるがリハビリを経て復帰。2013年の台湾映画『失魂』では第15回台北映画祭において主演男優賞を獲得、第50回台湾金馬奨でも主演男優賞にノミネートされた。
2016年には再び脳出血によりタイの空港で倒れ病院で緊急手術を受けている。晩年は台湾の病院で療養しており、2019年の金馬奨で特別功労賞（終身成就奨）も娘の王馨平が代わりに受け取った。2022年4月5日、台北市の振興医院で亡くなったことが王馨平のフェイスブックを通じて公表された。

## 出演作品
1964年
- 虎侠殲仇 Tiger Boy

1965年
- 江湖奇俠 Temple of the Red Lotus

1966年
- 邊城三俠 The Magnificent Trio

1967年
- 斷腸劍 The Trail of the Broken Blade
- 琴劍恩仇 The Sword and the Lute
- 亞洲秘密警察『アジア秘密警察』(香港公開版) Asia Pol
- 獨臂刀『片腕必殺剣』 One Armed-Swordsman
- 蘭姨 Auntie Lan
- 大刺客『大刺客』 The Assassin

1968年
- 金燕子『大女侠』 The Golden Swallow
- 神刀 The Sword of Swords

1969年
- 獨臂刀王『続・片腕必殺剣』 Return of the One Armed Swordsman

1970年
- 龍虎鬥『吼えろ!ドラゴン 起て!ジャガー』 The Chinese Boxer
- 春火 My Son

1971年
- 獨臂刀大戰盲俠『新座頭市・破れ!唐人剣』 Zatoichi and One Armed Swordsman
- 劍 The Sword
- 追命槍『戦国水滸伝 嵐を呼ぶ必殺剣』 The Deperate Chase
- 一夫當關『大剣客・無敵の七剣』 Invicible Sword
- 黑白道『ドラゴン武芸張』 The Brave of the Evil
- 獨行大鏢客 Magnificent Chivalry
- 大煞星 Professional Killer

1972年
- 獨臂拳王『片腕ドラゴン』 One Armed Boxer
- 霸王拳馬永貞『ドラゴン覇王拳』 Furious Slaughter
- 馬素貞報兄仇『ドラゴン覇王拳2 復讐の挽歌』 Ma Su Chen
- 天王拳 Show Down
- 秋瑾(驚天動地) Dragon Fist(Fury of King Boxer)
- 一身是胆 The Gallant
- 何日再吻君 A Kiss to Remember
- 大盜 The Fast Fists
- 忠義門 Boxers of Loyalty and Righteousness(Shogun Saints)
- 威震四方 The Hero(Destroyer)
- 侠義雙雄 The Last Duel(Gallant Duo)
- 叛徒(英雄胆) The Lion's Heart
- 狂風沙 The Adventure(Iron Fist Adventures)(Adventure Sandstorm)
- 縱橫天下『必殺ドラゴン飛龍剣』 The Invisible

1973年
- 冷面虎『冷面虎 復讐のドラゴン』 A Man Called Tiger
- 唐人鏢客 Wang Yu, King of Boxer
- 山東老娘 Queen of Fist(Kung Fu Mama)

※『英雄本色』の不死身の妖婆(謝金菊)主演。オープニング・クレジットやロビーカードに"領銜主演 王羽"の文字はあるが本編にはほとんど登場しない。
- 英雄本色『ドラゴンvs不死身の妖婆』 Knight Errant
- 海員七號『シーマンNo.7 波止場のドラゴン』 Seaman No. 7
- 戦神灘『セブン・ウォリアーズ 戦神灘』 Beach of the War Gods
- 雙龍出海 The Two Cavalier
- 龍虎金剛『いれずみドラゴン 嵐の血斗』 The Tattooed Dragon

1974年
- 四大天王『怒れるドラゴン 不死身の四天王』 Dragon Squad(Four Real Friends)
- 鐵漢 The Iron Man
- 黑色星期五 The Black Friday

1975年
- 直搗黄龍『スカイ・ハイ』 The Man From Hong Kong
- 避孕大全 A Cookbook of Birth Control
- 大千世界 My Wacky Wacky World
- 五金剛 The New Spartans (イギリス・西ドイツ製作) ※未完
監督：ジャック・スターレット　出演：オリヴァー・リード、三船敏郎、スーザン・ジョージ、パトリック・ウェイン、フレッド・ウィリアムソン
諸事情(撮影地アイルランドでのIRAからの脅迫や、資金難などが原因と言われている)により、わずか一週間程で製作が頓挫し未完となっている。
2003年に行われた来日時のインタビューによれば、三船との写真をラミネート加工して現在も大切に保管しているという。

1976年
- 獵人 The Great Hunter
- 獨臂拳王大破血滴子『片腕カンフー対空とぶギロチン』 One Armed Boxer vs the Flying Guillotine
- 虎鶴雙形『ドラゴン修行房』 Tiger & Crane Fists
- 鱷潭群英會 A Queen's Ransom
- 獨臂雙雄 One Armed Swordsmen
- 獨臂拳王勇戰楚門九子 One Armed Swordsmen vs 9 Killers
- 大江南北 A Dead Rivalry(A Deadly Rivalry)(Double Double Crosser)(Attack to Kill)
- 風,雨,雙流星『ファイナル・ドラゴン』 The Killer Meteors

1977年
- 獨臂刀大戰獨臂刀(獨臂俠大戰獨臂俠) One Arm Chivalry Fight Against One Arm Chivalry(Point the Finger of Death)
- 血連環 Deadly Silver Spear
- 灯籠街(燈籠街) Lantern Street
- 神拳大戰快槍手 Return of the Chinese Boxer
- 手足情深 Brotherly Love
- 判決 The Criminal(Thundering Ninja)
- 大腳娘子 Revenge of Kung Fu Mao(Big Foot Mama)

1980年
- 古寧頭大戰

1981年
- 雞蛋石頭碰 The Taxi Driver

1982年
- 迷你特攻隊『ドラゴン特攻隊』 Fantasy Mission Force

1984年
- 上海灘十三太保『上海13』 The Shanghai Thirteen

1985年
- 闖將 Clash of the Professionals
- 龍的心『ファースト・ミッション』 Heart Of Th Dragon（製作総指揮のみ）

1986年
- 『ニンジャファイター機密ファイル奪回作戦』 The Thundering Ninja(85年、87年説あり)

※77年の「判決」をフィルマーク社が勝手に再編集して作った映画。
- 富貴列車『冒険活劇 上海エクスプレス』 Millionaires Express

1990年
- 火燒島『炎の大捜査線』 Island of Fire
- 客途秋恨『客途秋恨』 Song of the Exile（製作総指揮のみ）

1991年
- 密宗威龍 The Tantana
- 賭尊『ゴッド・ギャンブラー4』 All for the Gamblers（製作のみ）

1992年
- 五湖四海 Requital
- 伙頭福星 Shogun & Little Kitchen
- 千人斬『ジョイ・ウォンの妖女伝説』 The Beheaded 1000

1993年
- 『極東黒社会』 Drug Connection

1997年
- 半生緑 Eighteen Springs
- 生日多戀事 Stand Behind the Yellow Line

2011年
- 武俠『捜査官X』　Dragon
- 保衛戰隊之出動喇！朋友！LET’S GO　Let's Go!

2012年
- 血滴子『フライング・ギロチン』　THE GUILLOTINES

2013年
- 失魂『失魂』　Soul